# Amegilla velutina
Amegilla velutina är en biart som först beskrevs av Heinrich Friese 1909.  Amegilla velutina ingår i släktet Amegilla och familjen långtungebin. Inga underarter finns listade i Catalogue of Life.